# Telekamery 2007
Telekamery 2007 – dziesiąte wręczenie nagrody Telekamery Tele Tygodnia za rok 2006 dla postaci telewizyjnych. Gościem zagranicznym była Andie MacDowell. Nagrody przyznano w 10 kategoriach. Ponadto nagrodę za całokształt twórczości, Złote Spinki, otrzymał Witold Pyrkosz. Oprócz tego Złote Telekamery otrzymali serial obyczajowy M jak miłość i Ewa Drzyzga za prowadzenie talk-show Rozmowy w toku. Oboje zyskiwali Telekamery w latach 2004, 2005 i 2006.

## Zwycięzcy

### Informacje
Wręczał: Maciej Orłoś
| Lp. | Imię i nazwisko   | Program                    | Telewizja   | Liczba głosów |
| 1   | Kamil Durczok     | Fakty                      | TVN         | 132 241       |
| 2   | Justyna Pochanke  | Fakty i Magazyn 24 godziny | TVN i TVN24 | 79 935        |
| 3   | Dorota Gawryluk   | Wiadomości                 | TVP1        | 43 546        |
| 4   | Hanna Lis         | Wydarzenia                 | Polsat      | 30 837        |
| 5   | Krzysztof Ziemiec | Panorama                   | TVP2        | 28 861        |

### Publicystyka
Wręczała: Elżbieta Jaworowicz
| Lp. | Imię i nazwisko                     | Program                           | Telewizja   | Liczba głosów |
| 1   | Tomasz Sekielski Andrzej Morozowski | Teraz my!                         | TVN         | 140 729       |
| 2   | Tomasz Lis                          | Co z tą Polską?                   | Polsat      | 70 797        |
| 3   | Michał Olszański                    | Magazyn Ekspresu Reporterów       | TVP2        | 40 867        |
| 4   | Bogdan Rymanowski                   | Kawa na ławę i Magazyn 24 godziny | TVN i TVN24 | 30 288        |
| 5   | Jan Pospieszalski                   | Warto rozmawiać                   | TVP2        | 20 092        |

### Rozrywka
Wręczał: Marcin Daniec
| Lp. | Imię i nazwisko                        | Program                        | Telewizja | Liczba głosów |
| 1   | Szymon Majewski                        | Szymon Majewski Show           | TVN       | 135 305       |
| 2   | Robert Janowski                        | Jaka to melodia?               | TVP1      | 72 180        |
| 3   | Hubert Urbański i Katarzyna Skrzynecka | Taniec z gwiazdami             | TVN       | 45 453        |
| 4   | Wojciech Mann                          | Szansa na sukces i Duże dzieci | TVP2      | 44 185        |
| 5   | Zygmunt Chajzer                        | Grasz czy nie grasz            | Polsat    | 19 936        |

Całkowita liczba głosów z tej kategorii to 317059.

### Serial obyczajowy
Wręczała: Katarzyna Figura
| Lp. | Serial          | Telewizja | Liczba głosów |
| 1   | Magda M.        | TVN       | 166 903       |
| 2   | Plebania        | TVP1      | 48 056        |
| 3   | Na Wspólnej     | TVN       | 47 743        |
| 4   | Pierwsza miłość | Polsat    | 37 699        |
| 5   | Złotopolscy     | TVP2      | 23 533        |

### Serial kryminalny
Wręczała: Małgorzata Pieczyńska
| Lp. | Serial       | Telewizja | Liczba głosów |
| 1   | Kryminalni   | TVN       | 166 904       |
| 2   | Oficerowie   | TVP2      | 86 404        |
| 3   | Fala zbrodni | Polsat    | 43 787        |
| 4   | Pitbull      | TVP2      | 6723          |
| 5   | Defekt       | TVP1      | 5995          |

### Serial komediowy
Wręczał: Zbigniew Buczkowski
| Lp. | Serial                 | Telewizja | Liczba głosów |
| 1   | Niania                 | TVN       | 197 947       |
| 2   | Świat według Kiepskich | Polsat    | 53 580        |
| 3   | Daleko od noszy        | Polsat    | 23 396        |
| 4   | Sąsiedzi               | TVP1      | 18 686        |
| 5   | Faceci do wzięcia      | TVP1      | 16 517        |

### Kabarety
Wręczał: Stanisław Tym
| Lp. | Kabaret                     | Liczba głosów |
| 1   | Ani Mru Mru                 | 189 932       |
| 2   | Kabaret Moralnego Niepokoju | 72 696        |
| 3   | Koń Polski                  | 31 766        |
| 4   | Grzegorz Halama             | 13 574        |
| 5   | Formacja Chatelet           | 6923          |

### Muzyka
Wręczali: Robert Kozyra i Natalia Kukulska
| Lp. | Imię i nazwisko      | Dyskografia         | Liczba głosów |
| 1   | Piotr Rubik          | Psałterz wrześniowy | 171 601       |
| 2   | Doda                 | Ficca               | 60 671        |
| 3   | Katarzyna Cerekwicka | Feniks              | 35 740        |
| 4   | Stachursky           | Trwam               | 34 141        |
| 5   | Blue Café            | Ovosho              | 17 335        |

### Aktor
Wręczeła: Grażyna Szapołowska
| Lp. | Imię i nazwisko   | Filmografia 2006                               | Liczba głosów |
| 1   | Paweł Małaszyński | Magda M., Oficerowie                           | 148 984       |
| 2   | Tomasz Kot        | Niania, Na dobre i na złe                      | 63 351        |
| 3   | Borys Szyc        | Oficerowie                                     | 48 664        |
| 4   | Marek Włodarczyk  | Kryminalni                                     | 41 244        |
| 5   | Piotr Gąsowski    | Daleko od noszy, Hela w opałach, Ale się kręci | 20 927        |

### Aktorka
Wręczał: Piotr Adamczyk
| Lp. | Imię i nazwisko        | Filmografia 2006                        | Liczba głosów |
| 1   | Joanna Brodzik         | Magda M.                                | 126 267       |
| 2   | Agnieszka Dygant       | Niania, Na dobre i na złe, Fala zbrodni | 97 110        |
| 3   | Małgorzata Kożuchowska | M jak miłość                            | 52 788        |
| 4   | Danuta Stenka          | Pogoda na piątek                        | 37 419        |
| 5   | Magdalena Cielecka     | Magda M., Oficerowie                    | 14 336        |